# Murilo (ur. 1997)
Murilo Cerqueira Paim (ur. 27 marca 1997 w São Gonçalo dos Campos) – brazylijski piłkarz grający na pozycji środkowego obrońcy w brazylijskim klubie SE Palmeiras, do którego trafił w 2022 z Lokomotiwu Moskwa.

## Sukcesy

### Klubowe
Cruzeiro EC
- Zdobywca Pucharu Brazylii (2×): 2017, 2018
- Mistrzostwo stanu Minas Gerais (2×): 2018, 2019

Lokomotiw Moskwa
- Wicemistrzostwo Rosji (2×): 2018/2019, 2019/2020
- Zdobywca Pucharu Rosji (1×): 2020/2021
- Finalista Superpucharu Rosji (1×): 2020

### Reprezentacyjne
Brazylia U-23
- Zwycięzca turnieju w Tulonie (1×): 2019